# موقع جوبلان الأثري

خريطة الموقع الأثري والبلدية الحالية

موقع جوبلان الأثري عبارة عن مجموعة من الآثار، يعود تاريخ معظمها إلى روما القديمة، في commune الفرنسية الحالية في مايين في بايي دو لا لوار.
قامت السلطات الإمبراطورية الرومانية ببناء مدينة تسمى نوفيودونوم في موقع معبد ديابلينتيس السلتي، والتي أصبحت عاصمة هذا الشعب في إعادة التنظيم الإداري في عهد أوغسطان.  تم تأسيسها في النصف الثاني من القرن الأول، وتشهد مبانيها العامة على انتشار أسلوب الحياة الروماني: المسرح والمنتدى والحمامات ، بالإضافة إلى المعبد السلتي الذي أعيد بناؤه بالحجر. يمكن قراءة الصعوبات التي واجهتها المدينة بداية من القرن الثالث في التحصينات التي بنيت في تلك الفترة، والتي لا تزال من أكثر السمات إثارة للإعجاب في الموقع.
تشتهر مدينة جوبلان بمعسكرها الروماني الذي تم تسجيله كنصب تذكاري تاريخي في عام 1840.  على الرغم من أن مدينة بورغ البسيطة حلت محل المدينة الرومانية، إلا أن الآثار المحفوظة بشكل جيد تجعل من جوبلان موقعًا استثنائيًا.